# Lewis E. Parsons
Lewis Eliphalet Parsons (28 de Abril de 1817 – 8 de Junho de 1895) foi o nomeado interino e o 19º Governador do Alabama de Junho até Dezembro de 1865, após a Guerra Civil Americana.
Parsons foi o 19º governador do Alabama. Nasceu no Condado de Broome, Nova York, no dia 28 de Abril de 1817. Estudou em escolas públicas e estudou direito no escritório de Frederick A. Tallmadge em Nova York e nos escritórios G.W. da Woodward na Pensilvânia. Parsons mudou-se para Talladega, Alabama, em 1840, e exerceu advocacia com Alexander White. Foi eleitor presidencial em 1856 e 1860 e membro da Câmara dos Representantes do Alabama em 1859 e 1865. Parsons lutou como tenente confederado na breve Batalha de Munford, perto de Talladega, em Abril de 1865.
Em Abril de 1865, o governo civil do Alabama passou por uma mudança drástica por causa da rendição dos exércitos dos Estados Confederados da América. O General George Henry Thomas recebeu ordens de administrar os assuntos do estado até que um governo provisório fosse nomeado. O Presidente Andrew Johnson nomeou Parsons governador provisório do Alabama no dia 21 de Junho de 1865. Sua primeira ação foi restabelecer as leis de 1861, exceto as referentes à escravidão. Ordenou a eleição de delegados para uma convenção constitucional que reuniu-se no dia 12 de Setembro de 1865. A convenção revogou o regulamento da secessão, renunciou às dívidas de guerra do estado, aboliu a escravidão e agendou eleições para escolher funcionários e representantes do estado no Congresso. Tentou comprar o enclave da Flórida para o Alabama, o que provocou rumores de que tinha acesso a ouro confederado jacente. O mandato de Parsons terminou no dia 13 de Dezembro de 1865, com a tomada de posse de Robert M. Patton. Parsons foi eleito para o Senado dos EUA, mas foi recusado pelo Partido Republicano. Além disso, exerceu como procurador do distrito dos EUA no norte do Alabama.

## Memórias da Guerra Civil
Um dos discursos mais memoráveis de Parsons foi feito em Nova York, depois que visitou a cidade devastada de Selma, Alabama, imediatamente após a guerra em 1865:
Aconteceu que o General James H. Wilson, de Illinois, com uma grande força de cavalaria, cerca de dezessete mil (sic), iniciou um movimento no Rio Tennessee e de um ponto no noroeste do Estado do Alabama, diagonalmente através do Estado. Suas tropas penetraram no centro e depois irradiaram de Selma em todas as direções, através de uma das regiões mais produtivas do Sul. Aquela pequena cidade de Selma tinha cerca de dez mil habitantes. Suas defesas foram invadidas em uma das primeiras noites de domingo de Abril, com o sol nascendo a cerca de uma hora. Antes de outro sol nascer, todas as casas da cidade foram saqueadas, exceto duas. Toda mulher foi roubada, relógios, brincos, anéis de dedo, jóias de todas as descrições; e toda a cidade foi entregue, por hora, à posse dos soldados. Foi uma disciplina severa para o povo. O general comandante considerou necessário subjugar o espírito de rebelião. Por uma semana, as forças sob o comando do General Wilson ocuparam a pequena cidade ... De fato, depois de três semanas, foi difícil encontrar a estrada de Plantersville para aquela cidade (Selma), tão desagradável foi a atmosfera, em consequência de cavalos e mulas em decomposição que estavam à beira da estrada. Todas as descrições de ruína, exceto os mortos sepultados da humanidade, chamavam a atenção. Eu mesmo testemunhei. O fato é que nenhuma descrição pode igualar a realidade.

## Morte e sepultamento
Parsons morreu no dia 8 de Junho de 1895 e está sepultado no Oak Hill Cemetery, em Talladega, no Alabama.

## Família
O filho de Parsons, Lewis E. Parsons, Jr. (1846-1916), exerceu como Procurador-Geral dos Estados Unidos no Distrito Norte do Alabama. Seu neto, James K. Parsons, foi um oficial de carreira do Exército dos Estados Unidos que alcançou o posto de major-general e recebeu a Cruz de Serviço Distinto por heroísmo na Primeira Guerra Mundial.